# Palazzo Conte Federico
Il Palazzo Conte Federico  è un palazzo seicentesco di Palermo.

## Storia
Situato tra la via dei Biscottari e la Piazza Conte Federico, dentro le primitive mura della città punica, il Palazzo Conte Federico è uno dei più antichi e prestigiosi edifici di Palermo. La sua torre arabo-normanna del XII secolo è posta sul muro punico della vecchia città e risulta decorata da due bifore, una normanna ed una aragonese, e dagli antichi stemmi della città di Palermo, uno di epoca sveva e l'altro di epoca aragonese. Tale torre, chiamata Torre Busuemi o Torre di Scrigno ingloba un'antica porta di accesso alla città, Porta Busuemi (dall'arabo Bab el Soudan: Porta dei Negri).
La dimora appartiene ai conti Federico che la acquisirono a metà del XVII secolo con Gaspare Federico e Balsamo, conte di San Giorgio, che acquistò l'ospizio grande di Porta Busuemi dai Padri Olivetani di Santa Maria dello Spasimo. La riconfigurazione del palazzo nelle forme odierne si deve proprio al conte di San Giorgio Gaspare Federico e Balsamo, mentre un suo erede, il conte Nicolò Federico e Opezzinga, in seguito commissionò molte delle preziose decorazioni che arricchiscono il palazzo.
Dal cortile interno, finemente decorato in pietra ad intaglio da Giuseppe Venanzio Marvuglia nel 1750, ed attraverso uno scenografico scalone in marmo rosso, si accede al piano nobile, con i numerosi saloni che rispecchiano le diverse epoche attraverso le quali è passata la storia del palazzo.
Nei vari saloni, arredati con mobili originali e quadri di insigni artisti dell'epoca, si possono ammirare i soffitti a cassettoni lignei dipinti del XV secolo, gli affreschi settecenteschi di Vito D'Anna e Gaspare Serenari e varie collezioni di armi e di ceramiche antiche. Tra le varie aree del palazzo va menzionata la Galleria del ballo dove svetta sul palco un pianoforte a coda che Wagner suonò nel 1882 mentre soggiornava a Palermo.
Lo storico palazzo è ancora oggi abitato dal conte Alessandro Federico.